# Aalborg
Aalborg (ortografiat de asemenea Ålborg) este un oraș industrial, portuar, provincial și universitar în nordul Iutlandei (aparținând de Regiunea Nordjylland), din nordul Danemarcei continentale. În 2022, populația orașului era de 119.862 locuitori, fiind astfel al patrulea oraș în ceea ce privește numărul de locuitori din Danemarca. Aalborg este situat la 64 kilometri (40 mile) sud-vest de Frederikshavn și 118 kilometri (73 mile) nord de Aarhus (ortografia de asemenea Åarhus). Primele așezări pe teritoriul de astăzi al orașului datează din jurul anului 700 d.Hr. Poziția Aalborg-ului în Limfjord l-a făcut un port important în timpul Evului Mediu, iar mai târziu un important centru industrial.
Astăzi, Aalborg se situează într-o zonă de tranzit de la o zonă industrială cu clase muncitorești la o comunitate universitară bazată pe cunoaștere, educație și inovație, în special în zona de inginerie mecanică, datorită celei mai mari instituții de educație superioară din oraș, mai precis Aalborg Universitet (AAU). De asemenea, orașul Aalborg este un important exportator de cereale, ciment și alcool (ultimul de la fabrica locală Aalborg Akvavit). Interesele sale principale de afaceri includ Siemens Wind Power, De Danske Spritfabrikker (Distilăriile Daneze), Aalborg Industries și portul local, cel mai mare port industrial danez din secolul al XX-lea. Aceste companii au devenit producători globali de rotoare de turbine eoliene, cazane marine și ciment. Din punct de vedere politic, Aalborg reprezintă o redută a Partidului Social Democrat (A) danez în alegerile locale și legislative/parlamentare în istoria politică recentă a acestuia, fiind un oraș predominant muncitoresc și socialist.

## Istorie
Orașul are o istorie de mai bine de o mie de ani. La început acesta a fost un punct comercial de pe Limfjord, fjordul local. Prima mențiune a orașului datează din anul 1040, în Evul Mediu Clasic, aflându-se pe fața unei monede, unde acesta apare sub denumirea „Alabu” sau „Alabur”. Aalborg a primit privilegiile de oraș în anul 1342. Un factor care a dus la creșterea orașului a fost construcția podului deasupra Limfjordului, ceea ce a permis construcția căii ferate. Inițial Aalborg s-a dezvoltat datorită industriei grele, ca mai târziu dezvoltarea sa să se datoreze culturii și educației superioare, ulterior în special prin Aalborg University (AAU; daneză Aalborg Universitet) dar și University College of Northern Denmark (UCN) care a atras de-a lungul timpului studenți internaționali din mai multe țări.

## Cultură
Aalborg este un important centru cultural în Danemarca precum și regional în nordul Europei, datorită teatrelor, operelor și muzeelor precum Muzeul de Istorie sau Muzeul de Artă Modernă. Carnavalul din Aalborg are loc anual în ultimul sfârșit de săptămână a lui mai fiind cel mai mare carnaval din Scandinavia și unul dintre cele mai mari festivaluri din Europa de Nord datorită faptului că atrage aproximativ 100.000 vizitatori în fiecare an. Cea mai importantă universitate este Universitatea Aalborg sau Aalborg Universitet în daneză (AAU pe scurt), fondată în 1974 și care are mai mult de 17.000 de studenți.

## Sport
În oraș activează clubul de fotbal Aalborg BK, înființat în 1885 și cunoscut pe scurt ca „AaB” care joacă în prezent (i.e., în sezonul 2024–2025) în prima ligă daneză de fotbal (i.e., Superliga Daneză).

## Geografie

### Climă
| Date climatice pentru Aalborg                 | Date climatice pentru Aalborg | Date climatice pentru Aalborg | Date climatice pentru Aalborg | Date climatice pentru Aalborg | Date climatice pentru Aalborg | Date climatice pentru Aalborg | Date climatice pentru Aalborg | Date climatice pentru Aalborg | Date climatice pentru Aalborg | Date climatice pentru Aalborg | Date climatice pentru Aalborg | Date climatice pentru Aalborg | Date climatice pentru Aalborg |
| Luna                                          | Ian                           | Feb                           | Mar                           | Apr                           | Mai                           | Iun                           | Iul                           | Aug                           | Sep                           | Oct                           | Nov                           | Dec                           | Anual                         |
| --------------------------------------------- | ----------------------------- | ----------------------------- | ----------------------------- | ----------------------------- | ----------------------------- | ----------------------------- | ----------------------------- | ----------------------------- | ----------------------------- | ----------------------------- | ----------------------------- | ----------------------------- | ----------------------------- |
| Maxima medie °C (°F)                          | 2 (36)                        | 2 (36)                        | 5 (41)                        | 10 (50)                       | 19 (66)                       | 21 (70)                       | 23 (73)                       | 23 (73)                       | 18 (64)                       | 12 (54)                       | 7 (45)                        | 3 (37)                        | 10,9 (51,6)                   |
| Media zilnică °C (°F)                         | 0 (32)                        | 0 (32)                        | 2 (36)                        | 6 (43)                        | 11 (52)                       | 14 (57)                       | 16 (61)                       | 16 (61)                       | 12 (54)                       | 9 (48)                        | 4 (39)                        | 1 (34)                        | 7,5 (45,5)                    |
| Minima medie °C (°F)                          | −3 (27)                       | −3 (27)                       | −1 (30)                       | 2 (36)                        | 6 (43)                        | 10 (50)                       | 12 (54)                       | 11 (52)                       | 9 (48)                        | 6 (43)                        | 2 (36)                        | −1 (30)                       | 4,0 (39,2)                    |
| Precipitații mm (inches)                      | 54 (2.13)                     | 35 (1.38)                     | 44 (1.73)                     | 38 (1.5)                      | 49 (1.93)                     | 54 (2.13)                     | 64 (2.52)                     | 67 (2.64)                     | 72 (2.83)                     | 76 (2.99)                     | 75 (2.95)                     | 62 (2.44)                     | 689 (27,13)                   |
| Nr. de zile cu precipitații                   | 11                            | 8                             | 10                            | 8                             | 9                             | 8                             | 9                             | 10                            | 12                            | 13                            | 14                            | 12                            | 124                           |
| Ore însorite                                  | 39                            | 72                            | 117                           | 167                           | 209                           | 218                           | 209                           | 186                           | 130                           | 87                            | 57                            | 42                            | 1.534                         |
| Sursă: DMI (Danmarks Meteorologiske Institut) |                               |                               |                               |                               |                               |                               |                               |                               |                               |                               |                               |                               |                               |

## Galerie

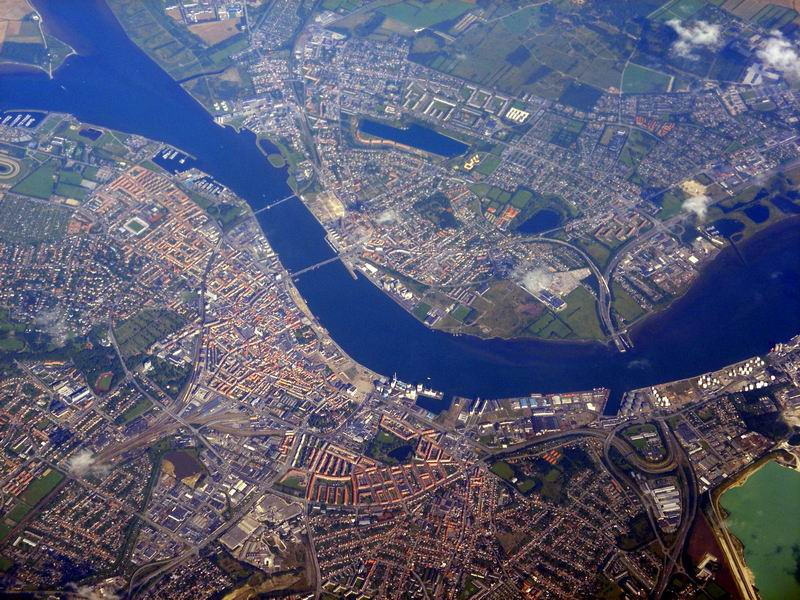
Vedere din satelit a orașului Aalborg
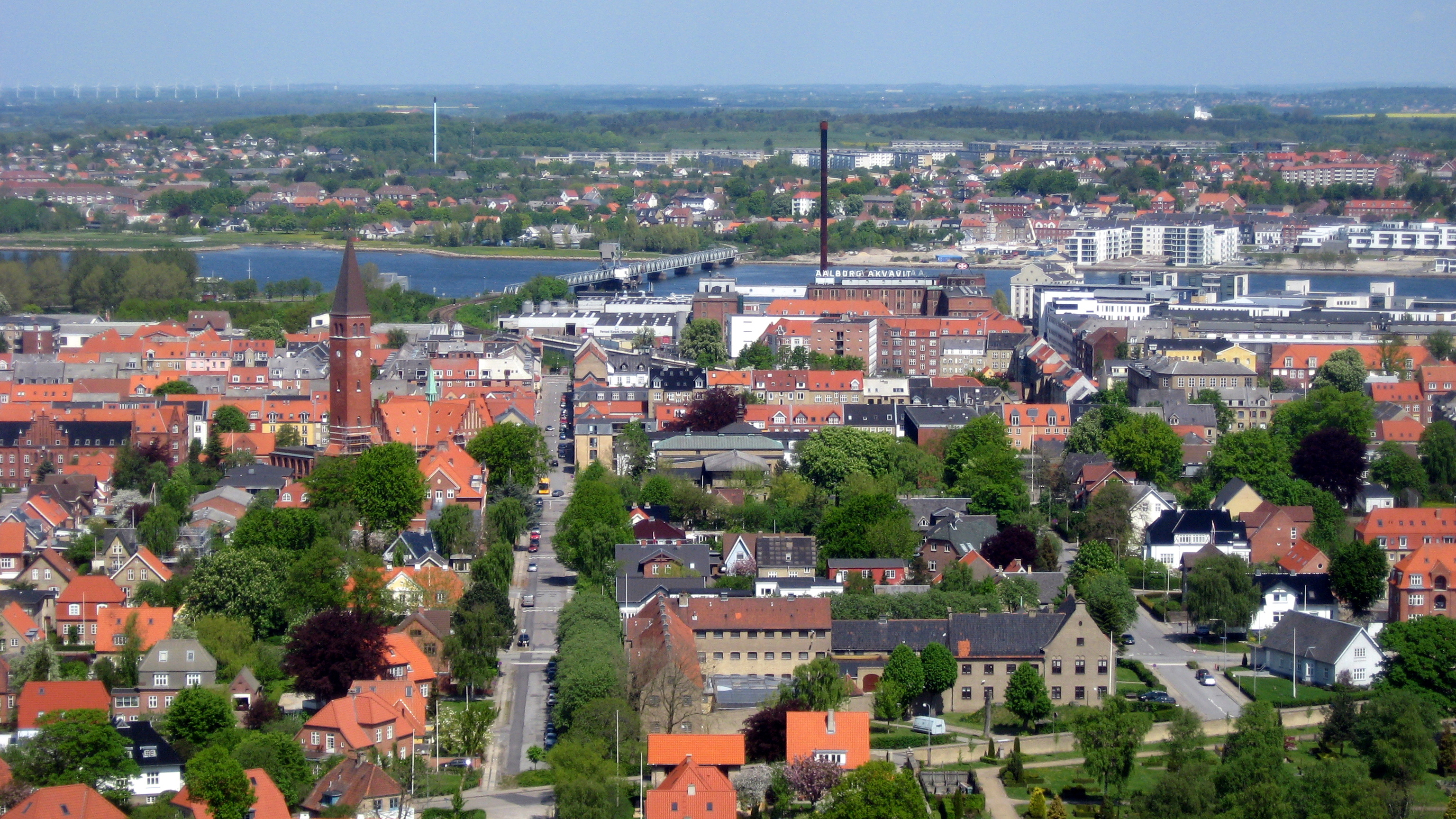
Vedere de sus asupra orașului
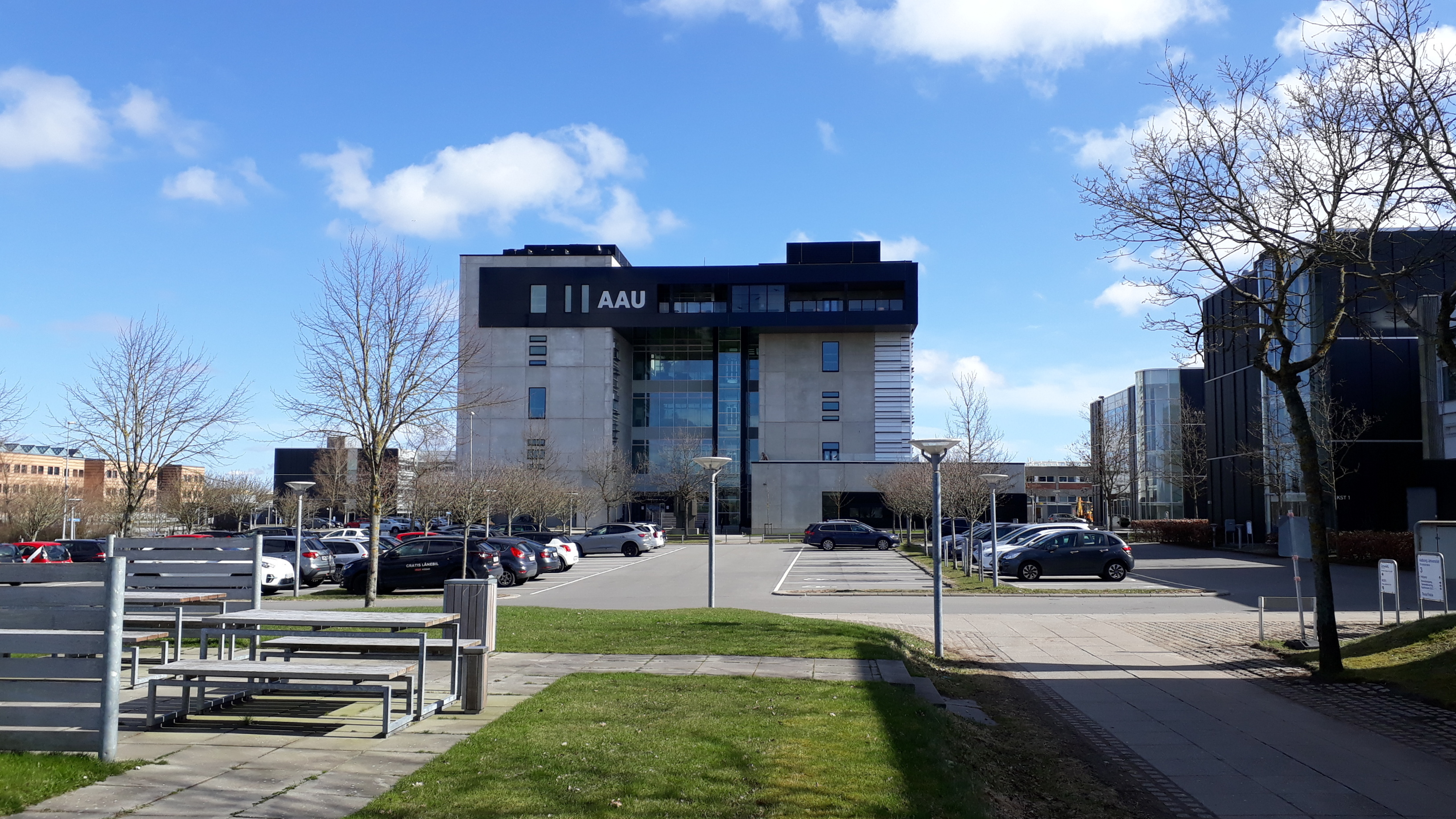
Campusul din est al Universității Aalborg (AAU)
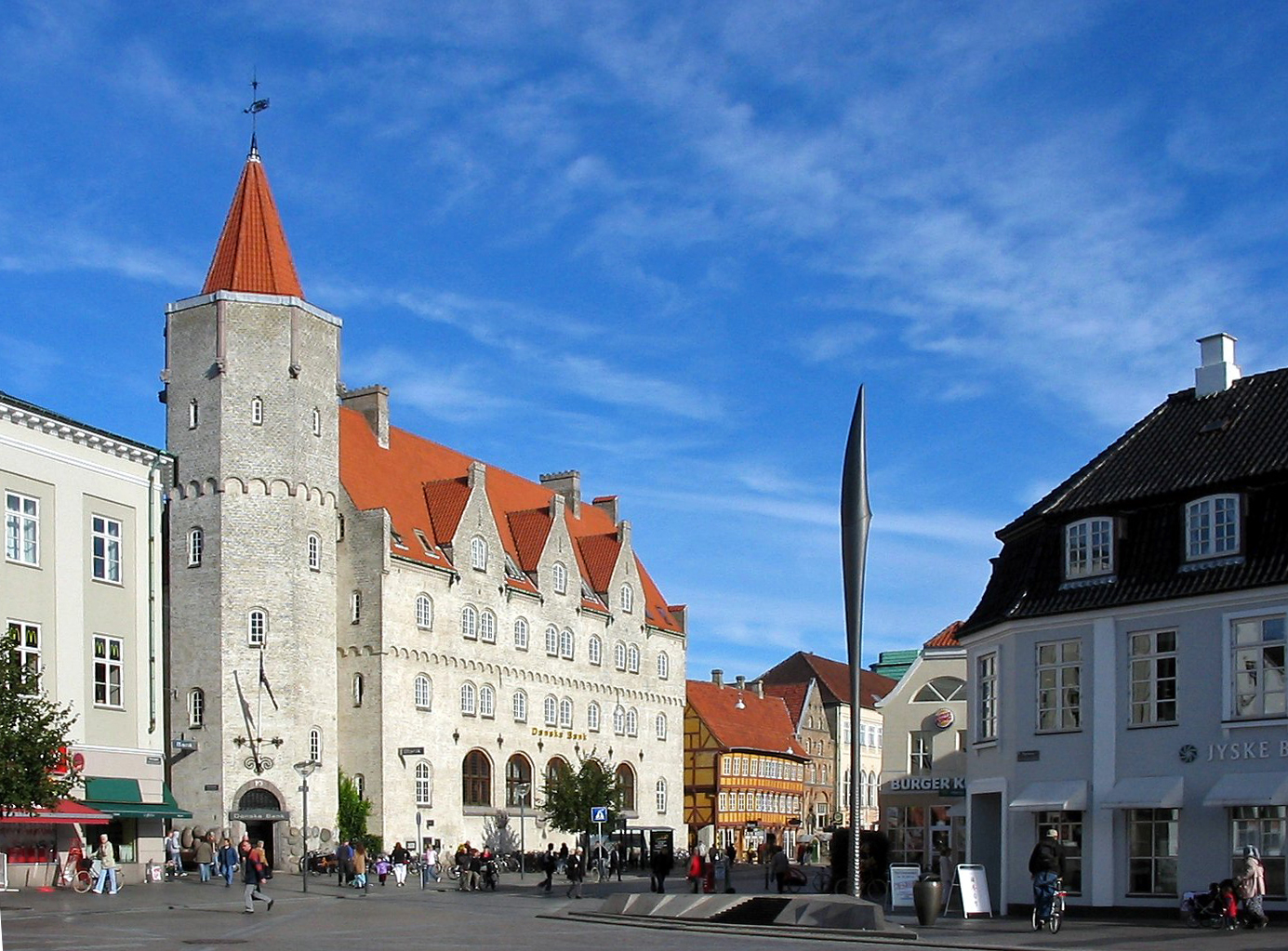
Piața Nytorv din centrul orașului
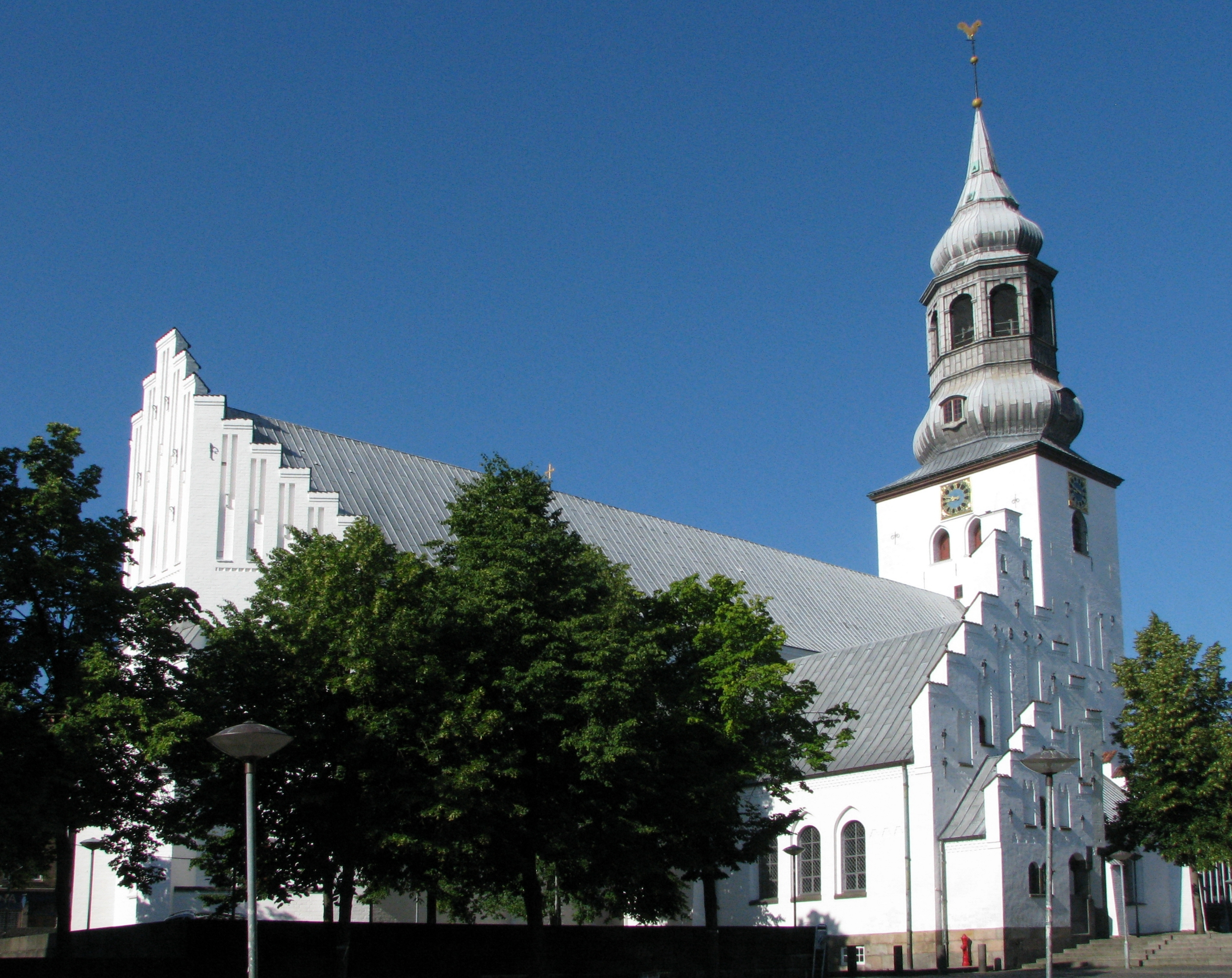
Biserica Budolfi
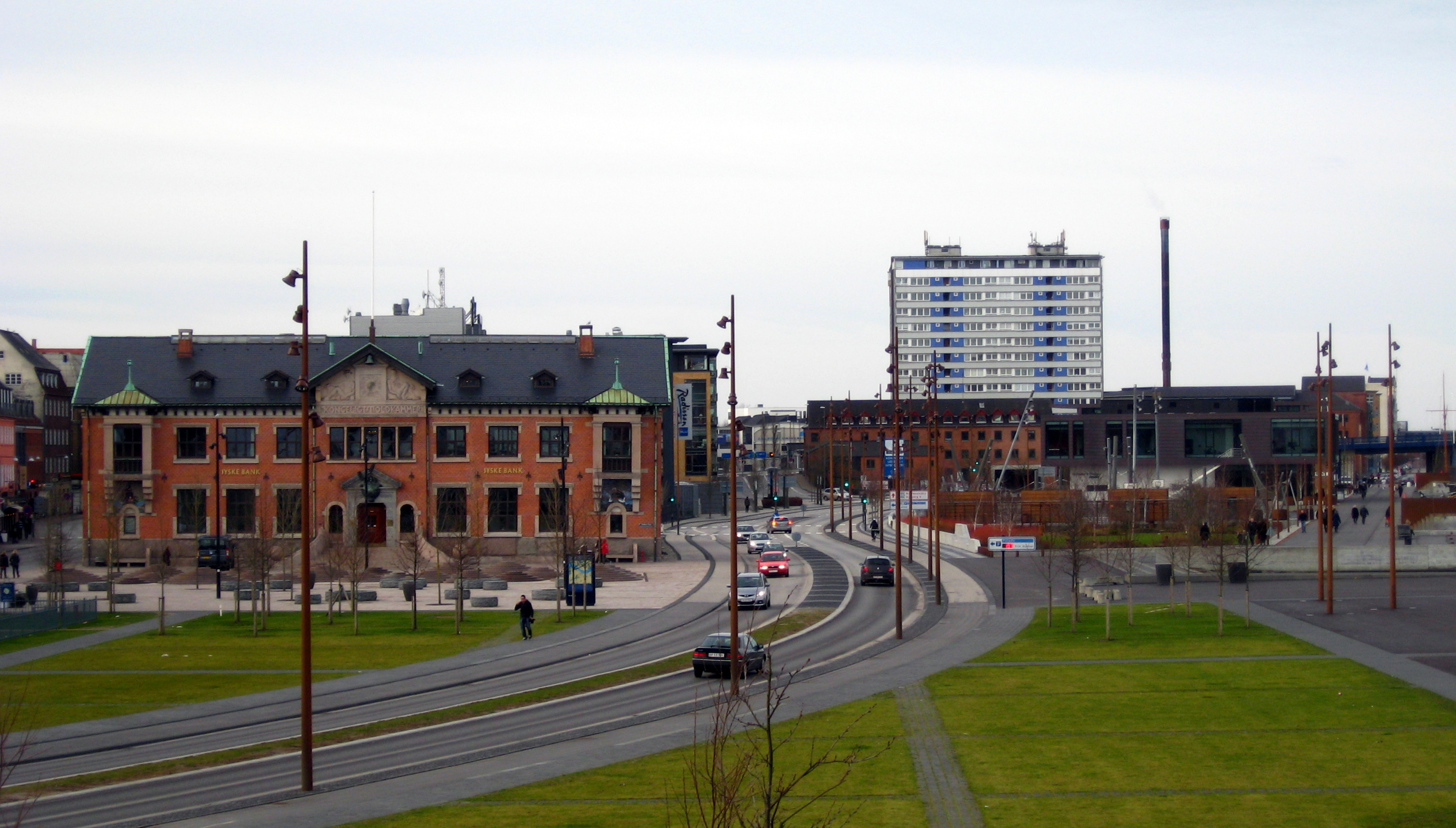
Arteră din centrul Aalborgului
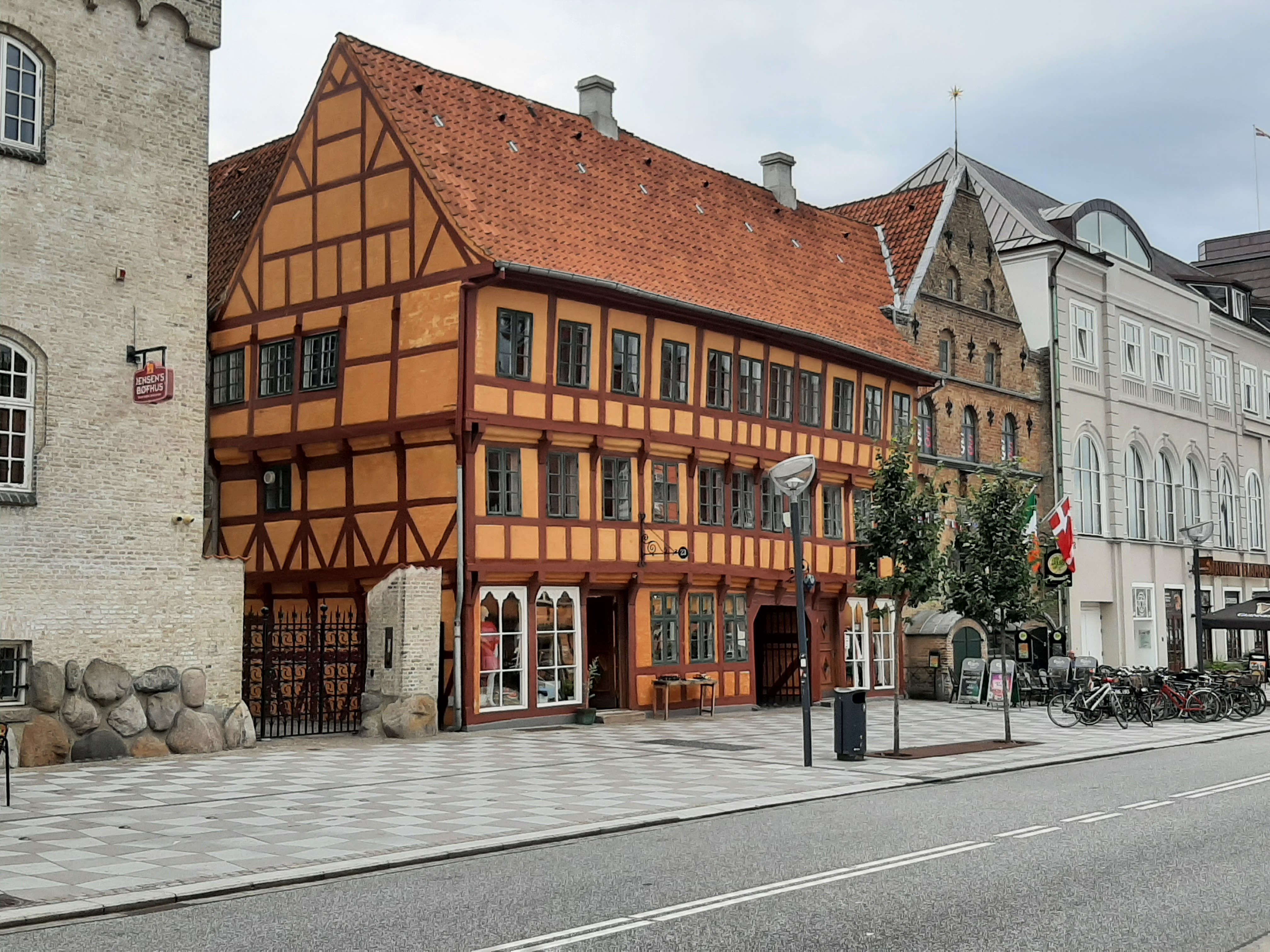
Casa lui Jørgen Olufsen de pe Østerågade, una dintre cele mai vechi clădiri istorice din Aalborg
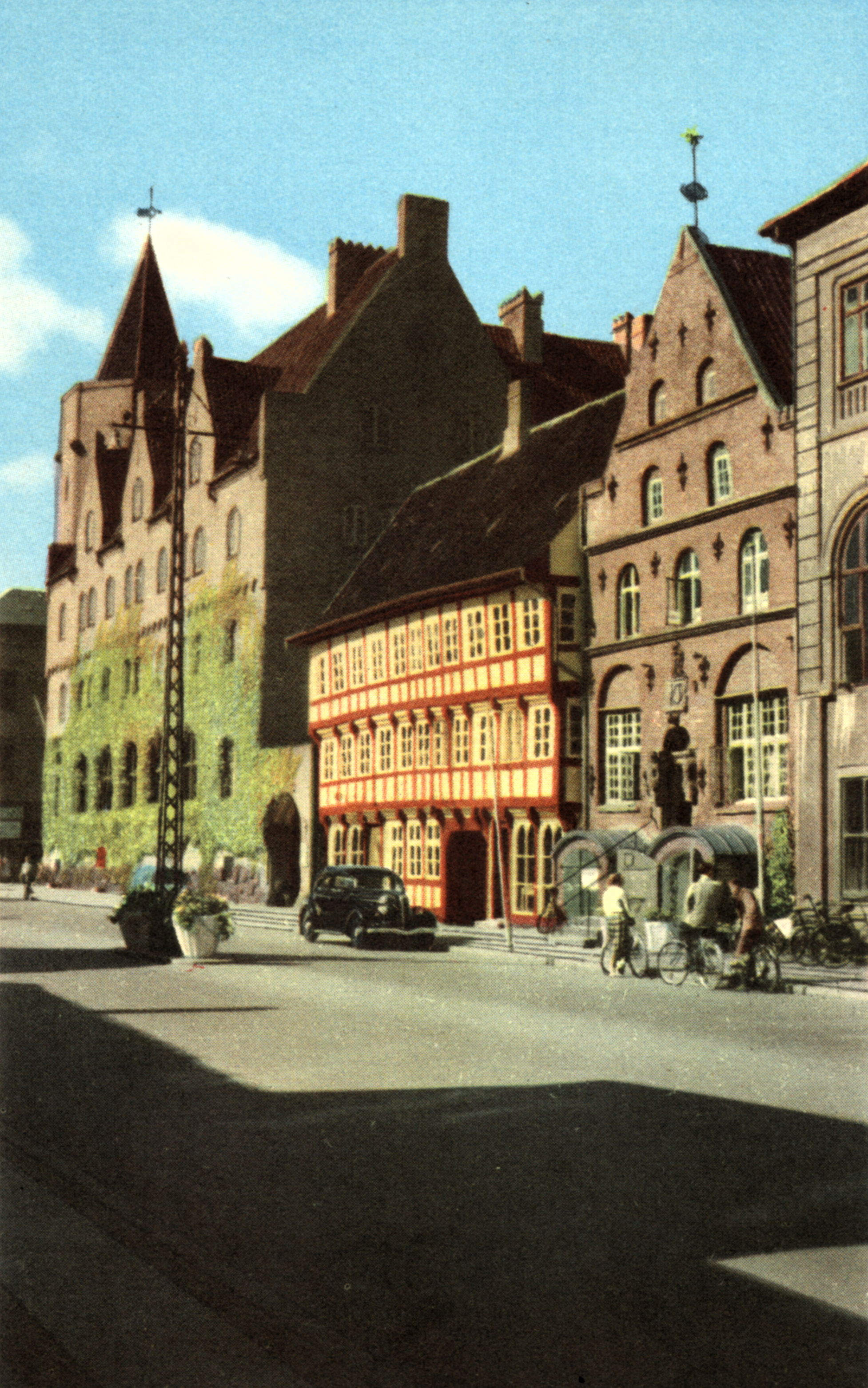
Østerågade, o stradă din centrul orașului, în anii 1950
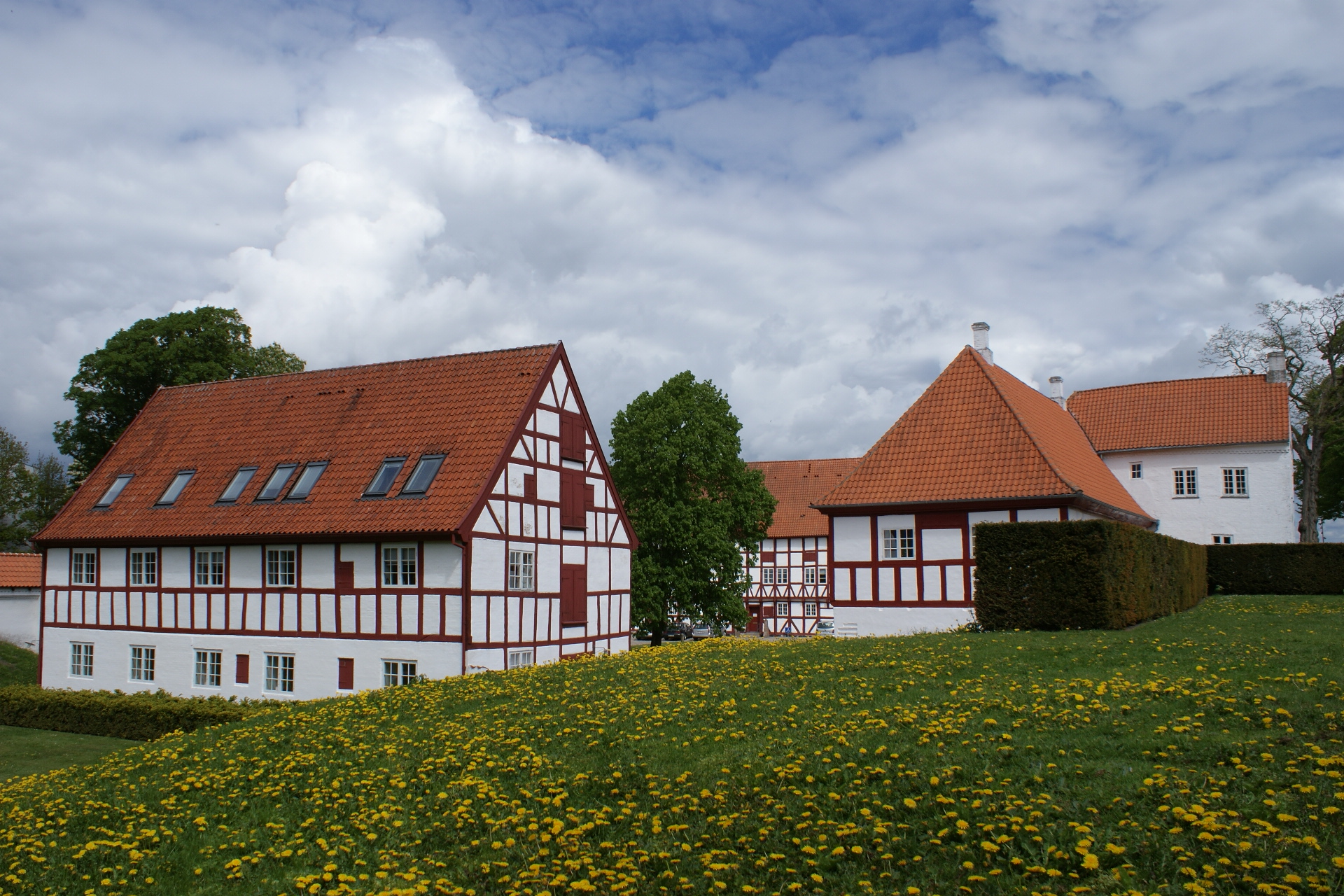
Castelul Aalborhus, în prezent clădire administrativă
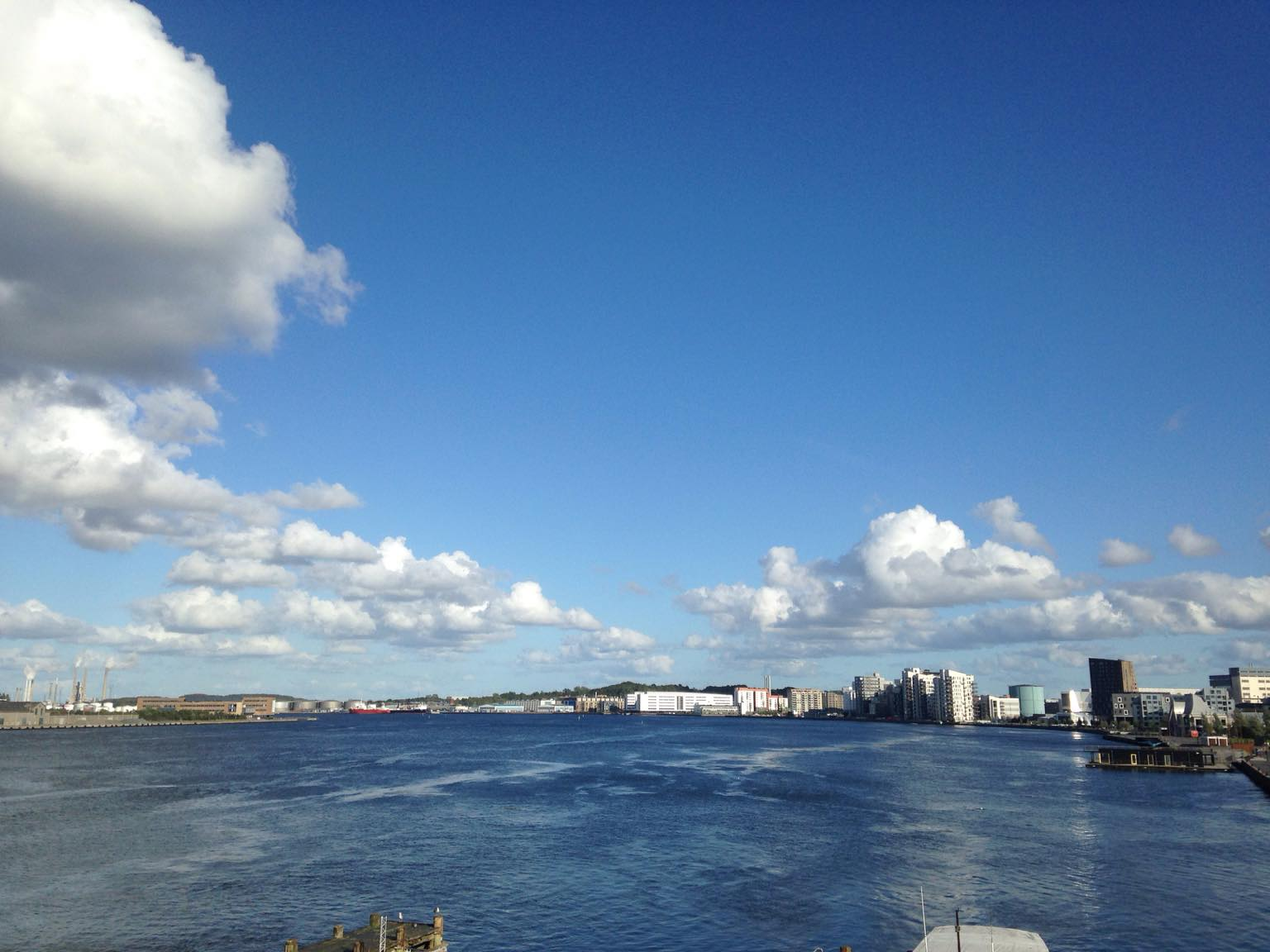
Limfjorden văzut de pe podul care leagă Aalborg cu orașul satelit Nørresundby în toamna lui 2019
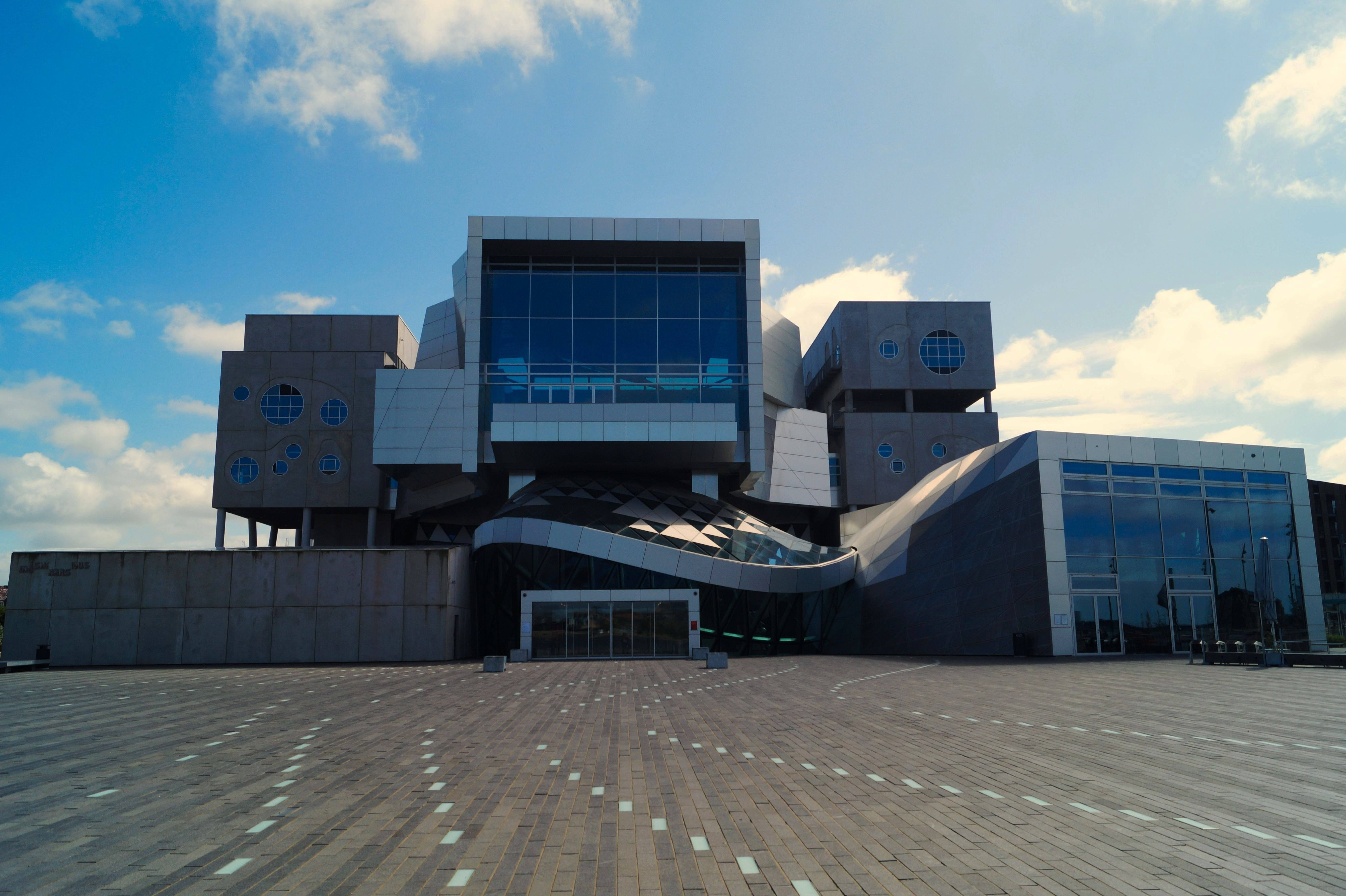
Musikkens Hus (Casa Muzicii) din Aalborg, unde se desfășoară concerte
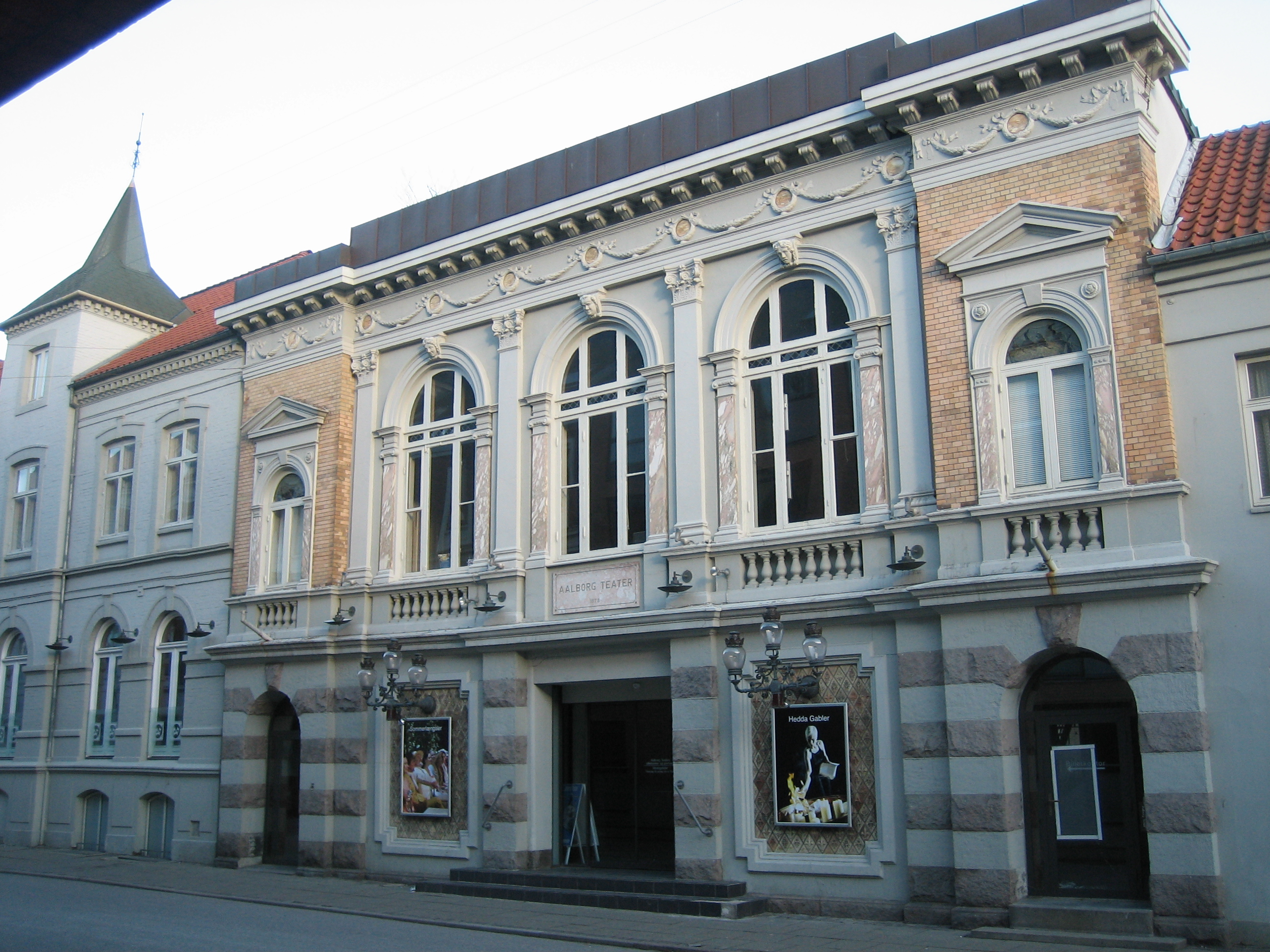
Teatrul din Aalborg
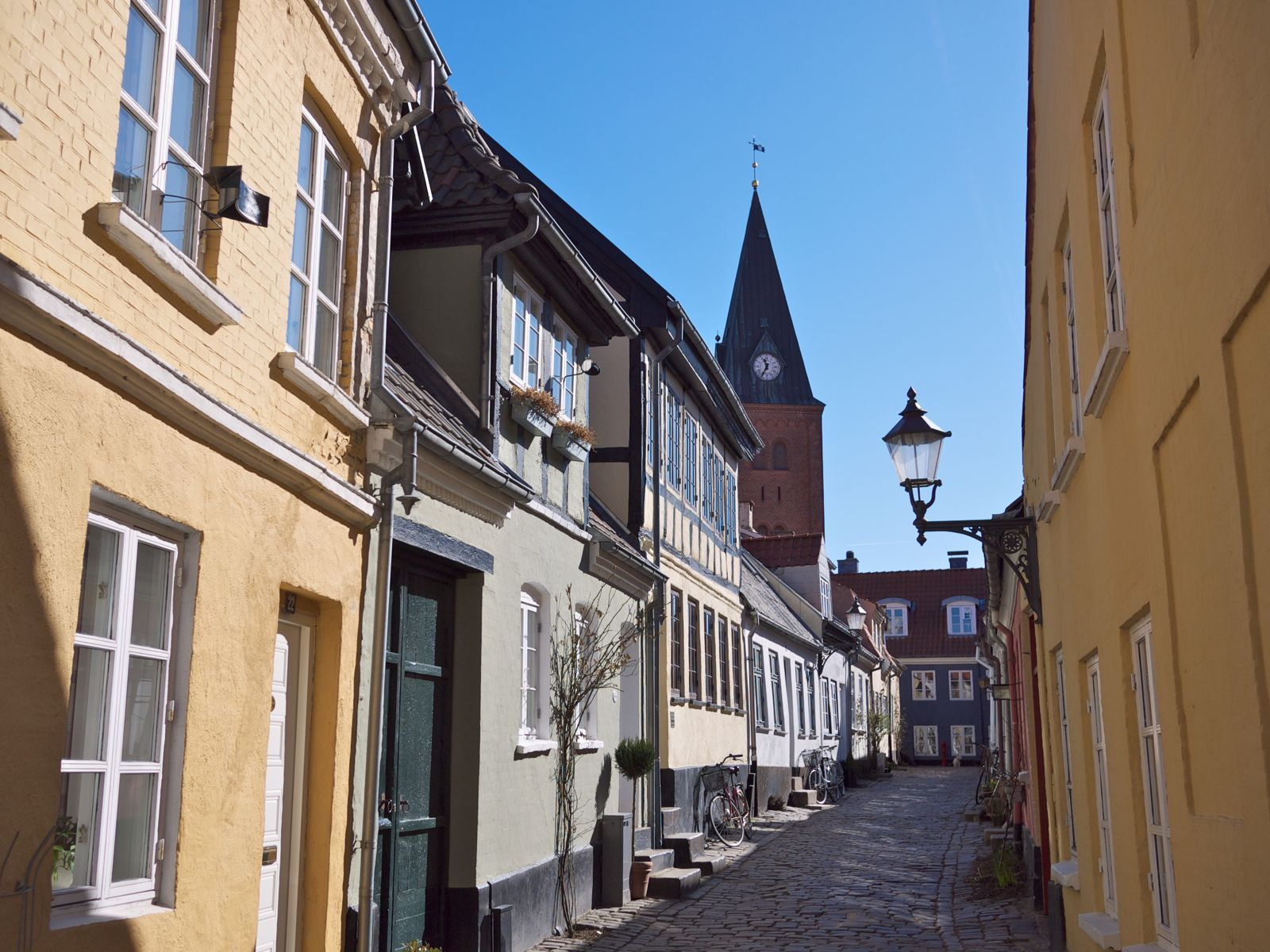
Hjelmerstald, stradă istorică din centrul orașului
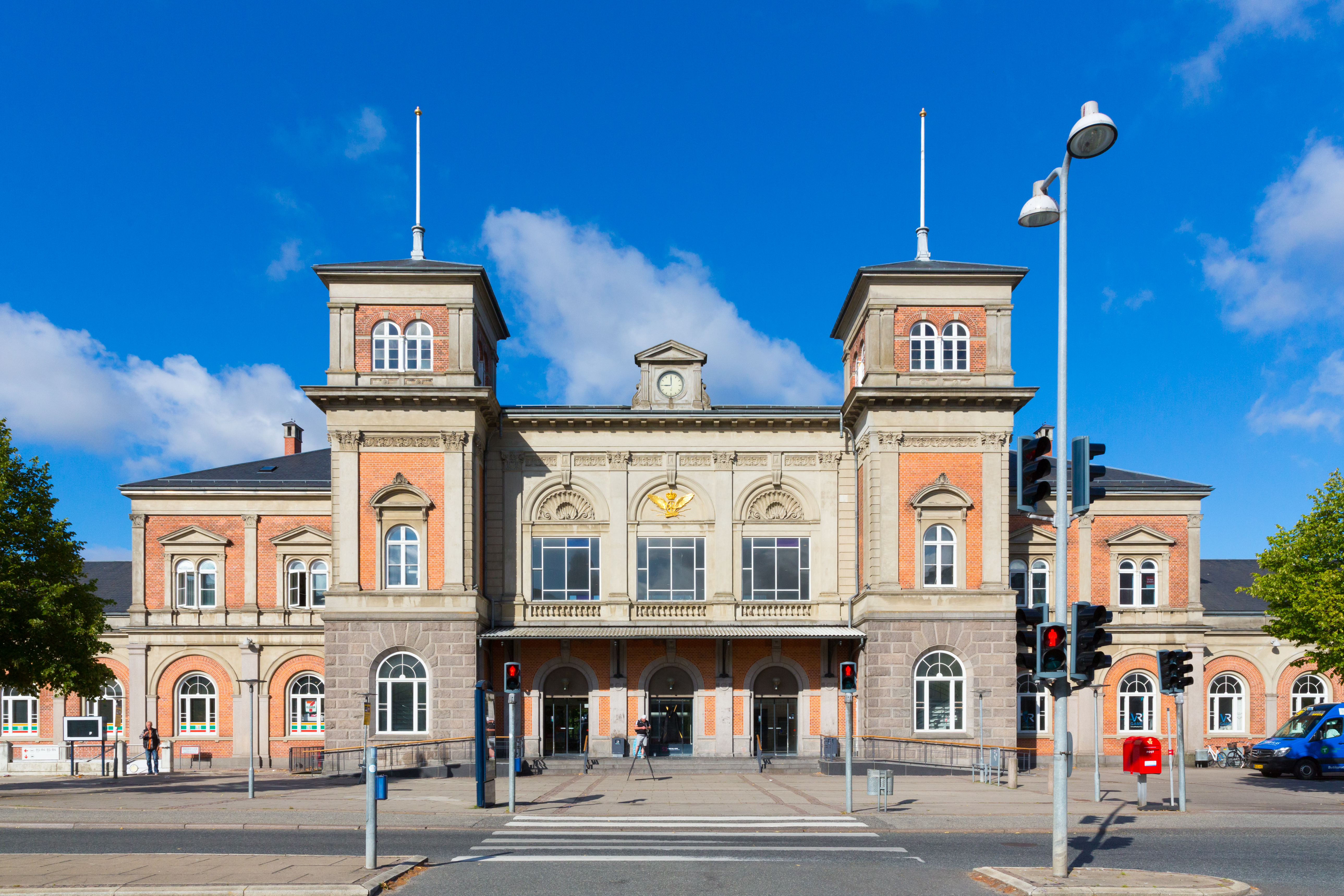
Gara din Aalborg
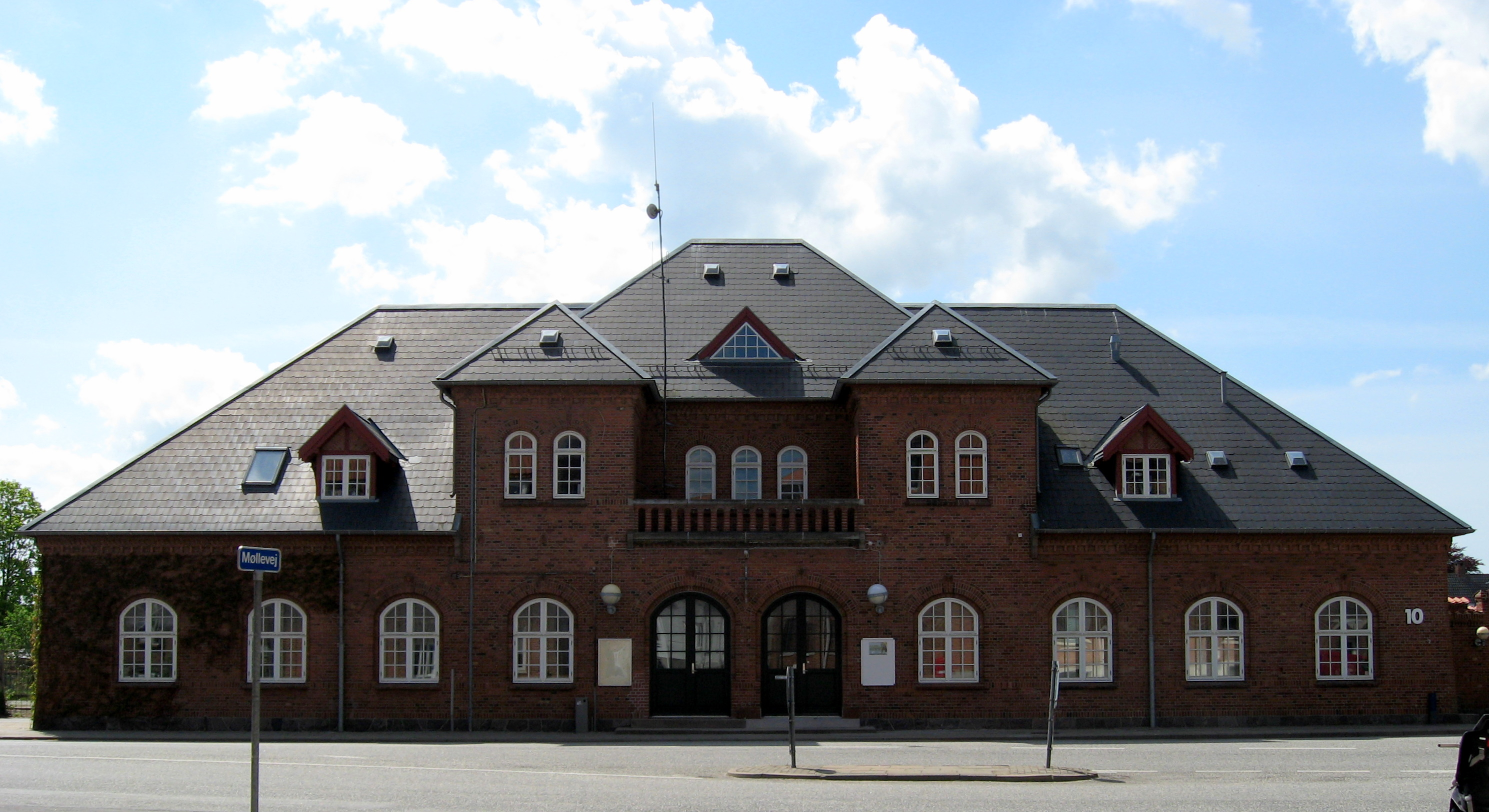
Gara din Nørresundby, orașul satelit al Aalborgului
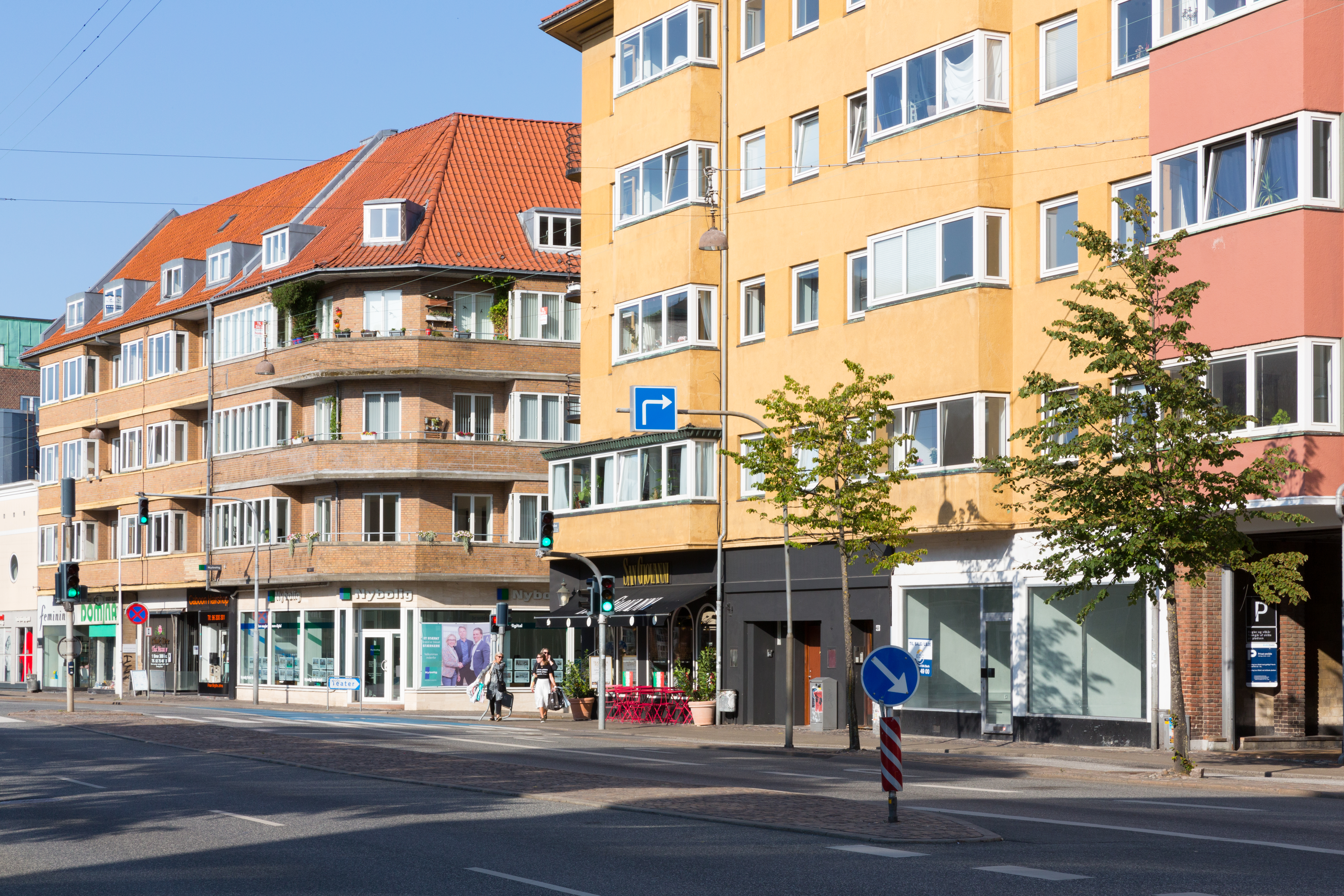
Blocuri de pe strada Vesterbro, centrul Aalborgului
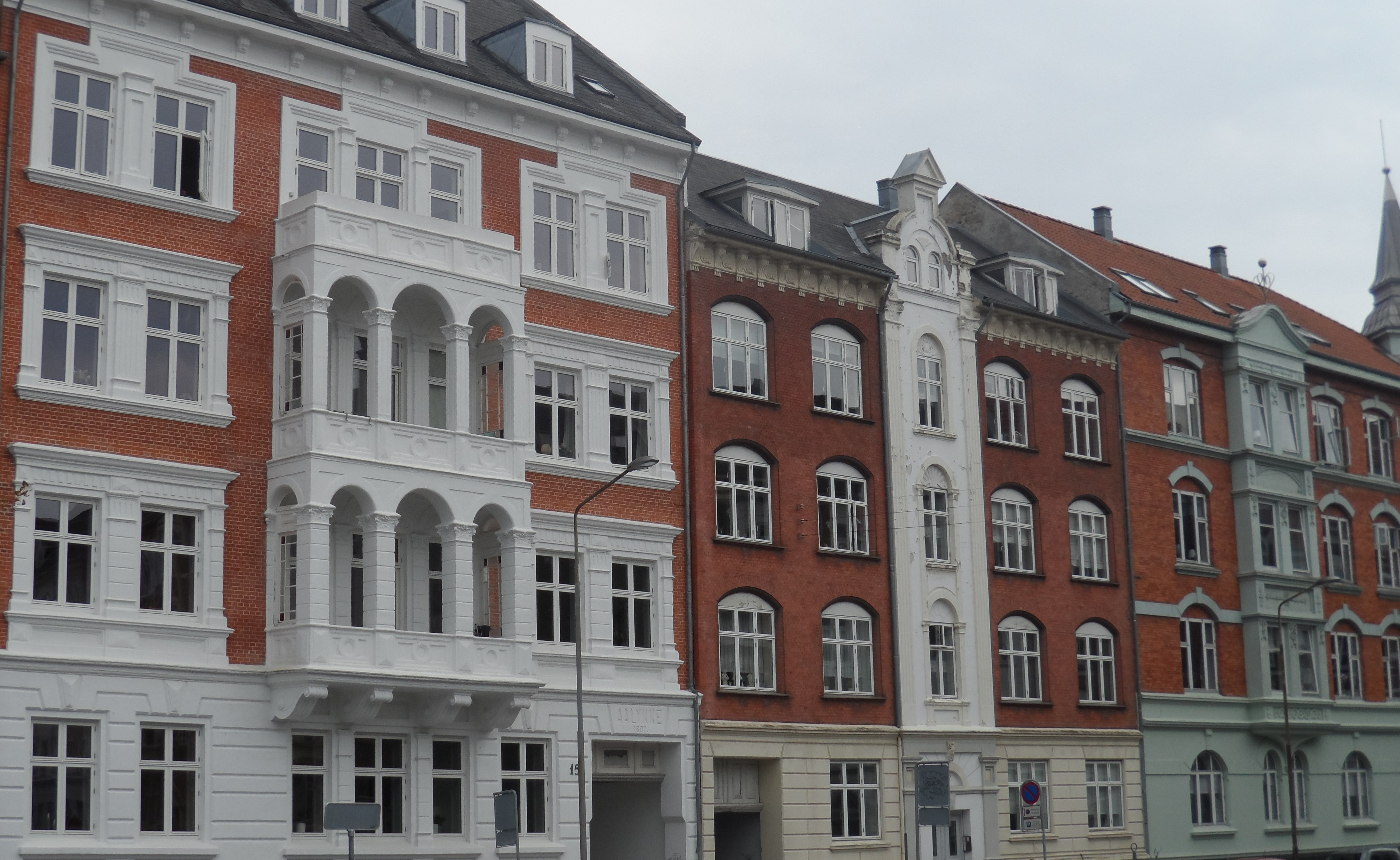
Clădiri istorice din Aalborg, aproape de gară
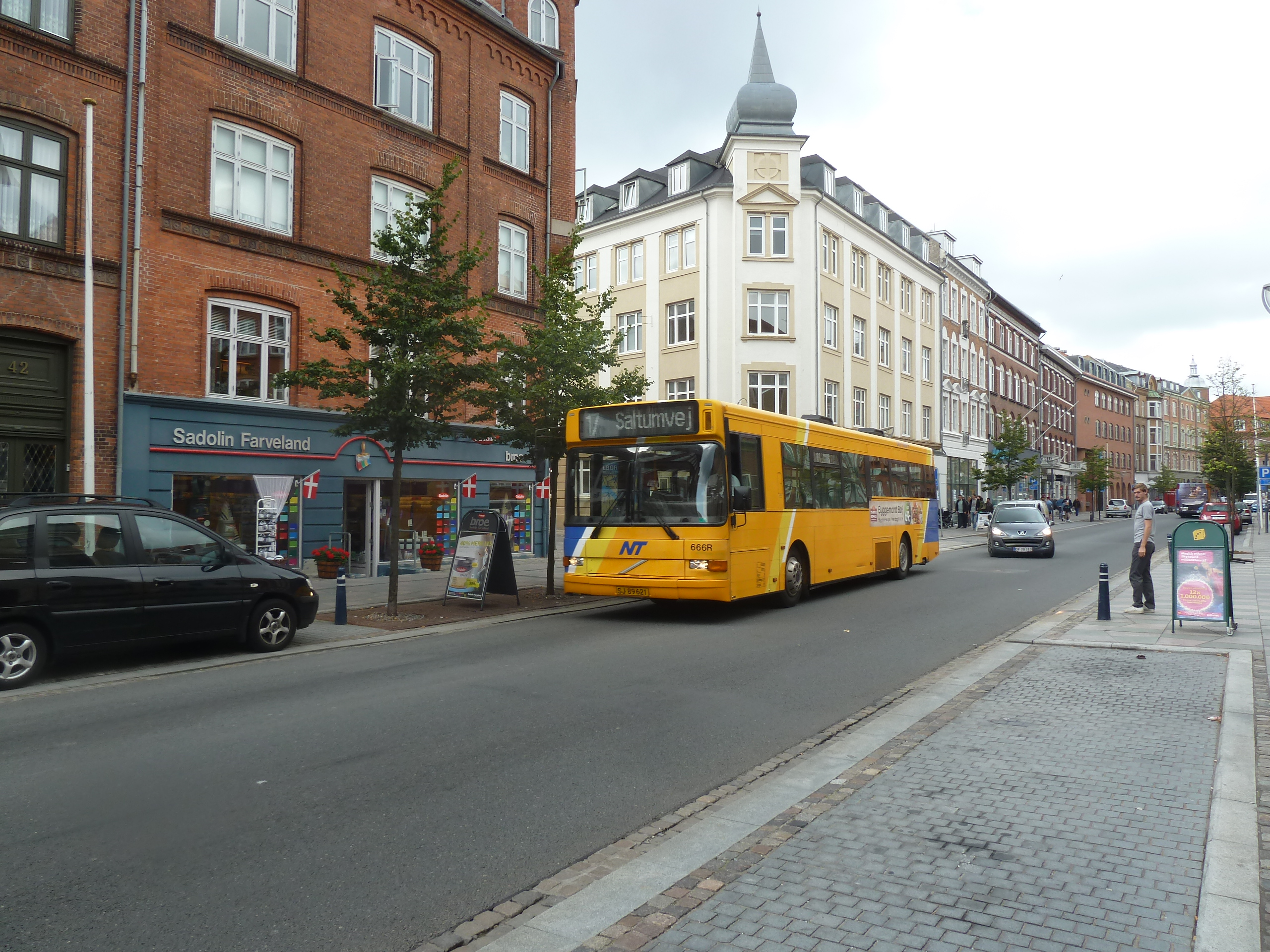
Boulevarden, centrul Aalborgului
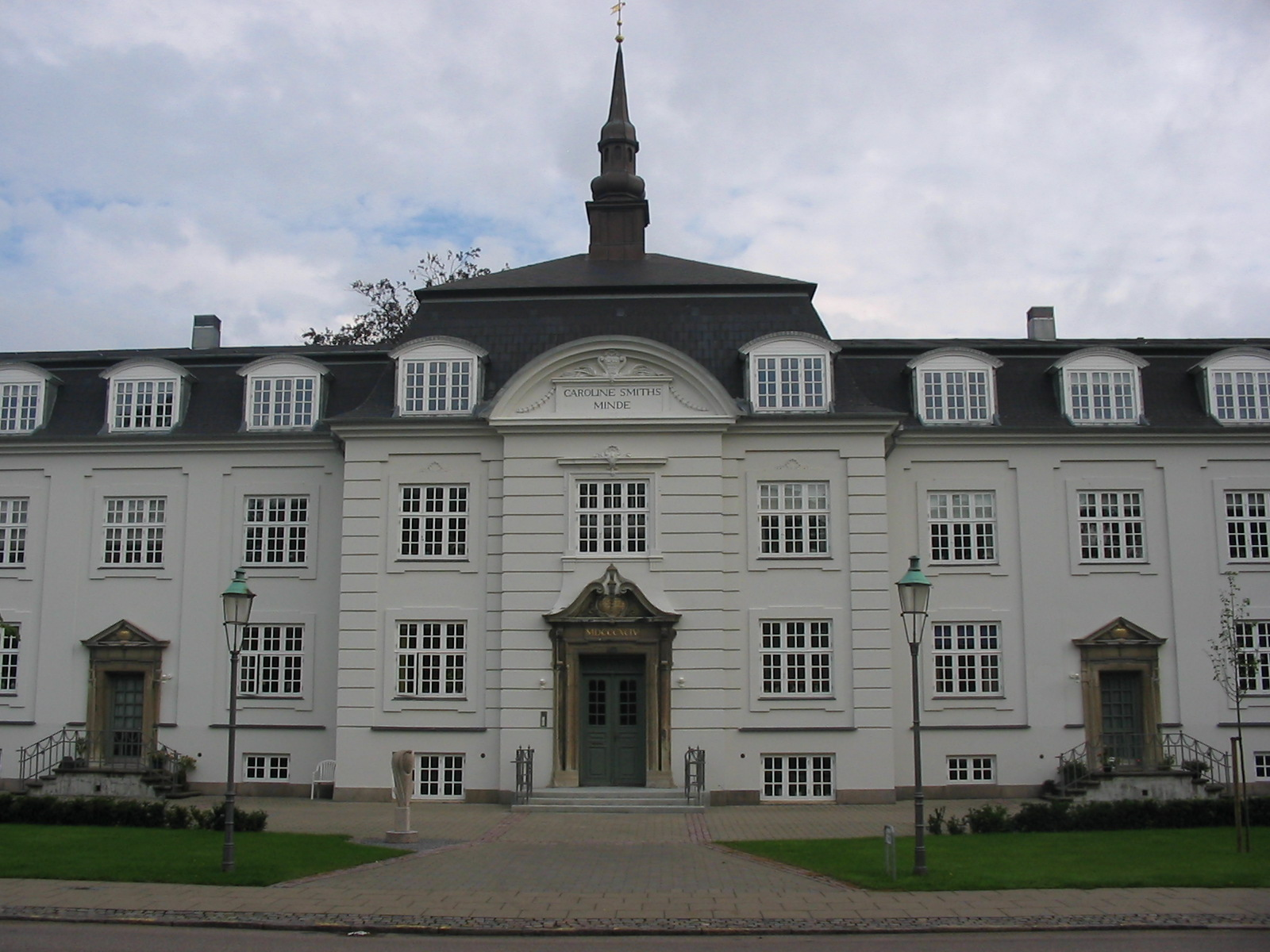
Caroline Smiths Minde
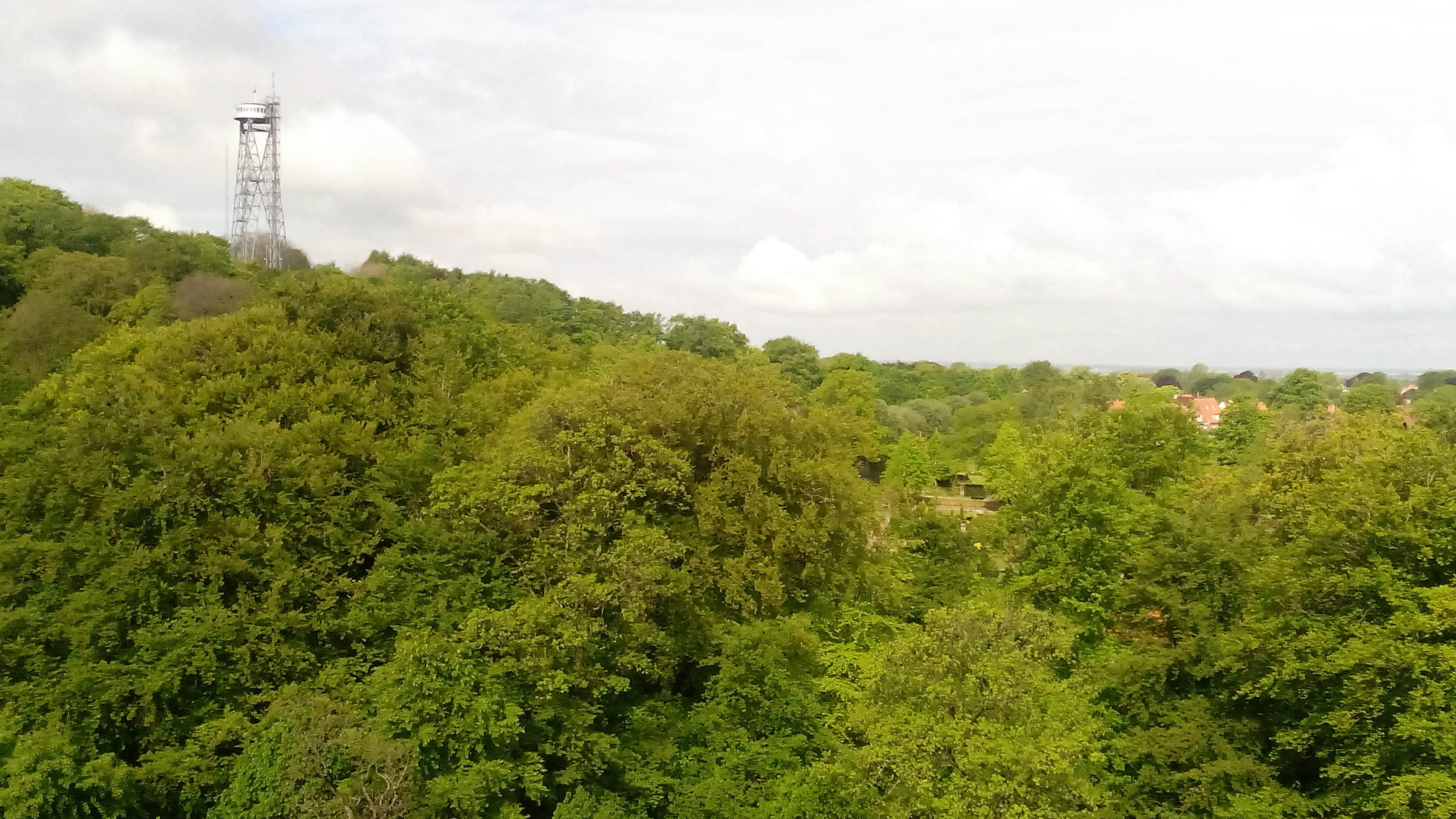
Turnul din Aalborg